# 八通關越道路
八通關越道路，又稱八通關越橫斷道路，為臺灣日治時期的古道，故亦稱日治八通關越嶺道。此外，在各文獻中也有不同稱法，《玉里鎮誌》、《臺灣的古道》皆稱八通關越嶺道，《布農族部落起源及部落遷移史》稱八通關越嶺道路，《台灣的古道》稱八通關越嶺古道。清治時1875年所修建第一批三條開山道路的中路，後來稱為八通關古道，為區別路線不同的這兩者，文獻有稱清治的為「八通關古道」、日治的為「八通關越嶺道」，也有「八通關清古道」、「八通關日古道」等區別稱法。
八通關越道路位於臺灣中部地帶，東西橫跨花蓮、南投二縣，東自玉里，西起東埔（原起於久美），東段與西段皆於大水窟（州廳界）接通為終點，亦為全線最高點。其路線大抵呈西北至東南之走向，貫穿整 個玉山國家公園，總長約125公里。八通關越道路為提供大眾登山健行的高山道路，在《玉山國家公園》的官方網站記載之中，則將這條道路稱為八通關日治越道線。這條登山道路可攀向中央山脈，或於八通關借道玉山山道（新高山道）可通向玉山主峰。
1915年間，履遭拉庫拉庫溪流域的布農族人起事攻擊，使日本政府為能有效監視與治理，故決定仿照五年理蕃計畫治理太魯閣族之模式，興建警備道路並沿線設置駐在所，同時亦可取代集集拔子庄道路。1921年全線完工，其路線之開闢多沿等高線而建，乃為利於運送彈藥、拖曳火炮、獸力車輛的通行。1944年後，因乏於養護，致使道路難以通行，且沿線的駐在所遭人焚燬、拆除，形同荒廢，約於1960、70年代，才逐漸隨著臺灣的登山風氣逐年發展下而受到關注與使用。1980年代，行政院計畫興建新中橫公路，面臨八通關古道恐遭不保，此時才獲得民間團體與學界的關注而向行政院幾經爭取保留後，使行政院核准設立玉山國家公園，並依環境影響評估的結果認為不宜開發，故決定停止興建新中橫公路。自玉山國家公園管理處成立後，便著手展開對八通關越道路進行一連串的調查、整修，逐年陸續完成多座吊橋、棧橋、山屋，路基已有多處完成修復。2005年完成全線貫通，但後來遭逢莫拉克颱風侵襲下造成觀高至八通關間路段嚴重崩塌，已不如災前易行。

## 歷史

### 緣起

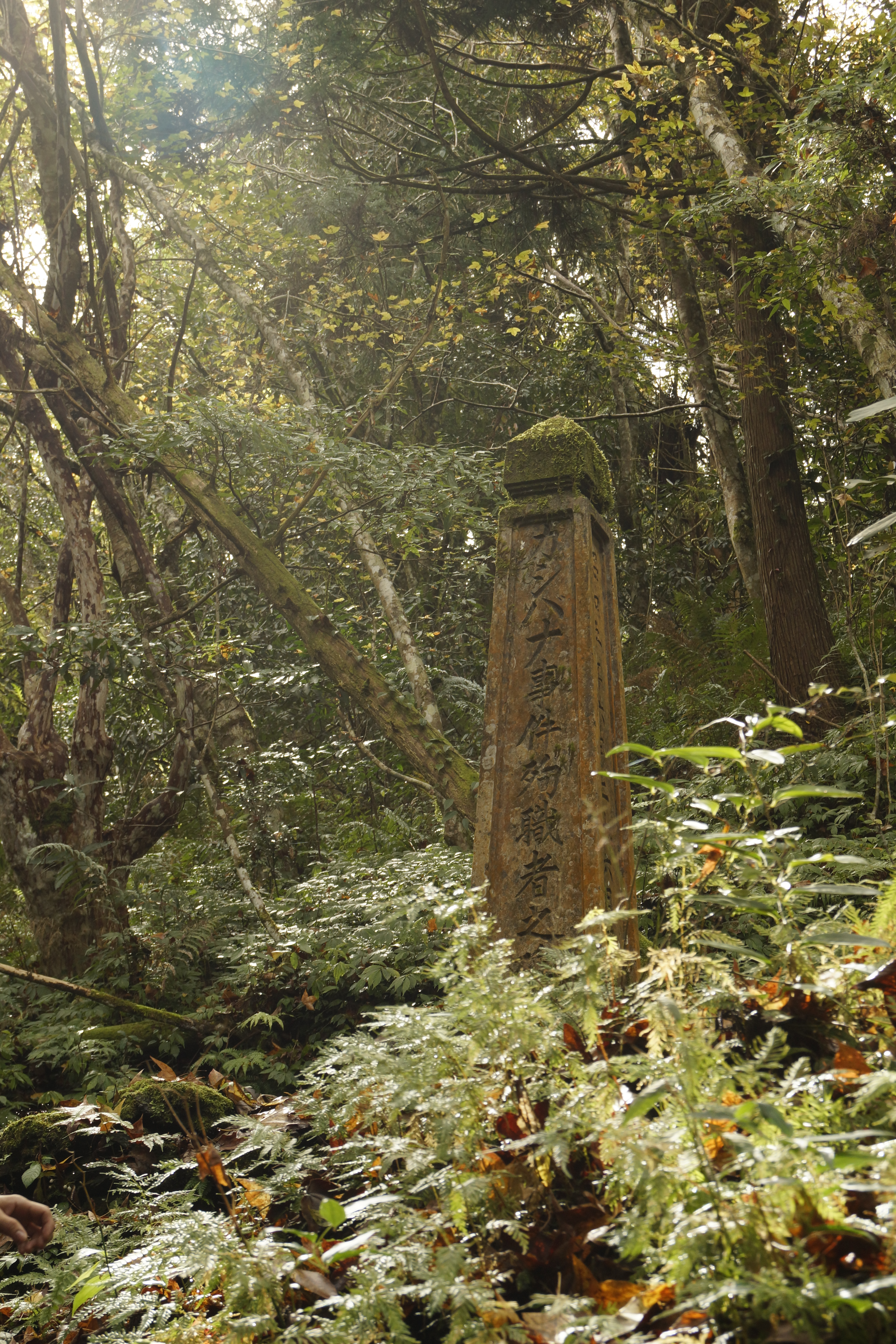
「カシバナ事件殉職者之碑」是紀念喀西帕南事件殉職的日本警察。

1894年，清朝因甲午戰爭失利，向日本簽訂馬關條約，將臺灣割讓給日本。1895年，日本派兵前來接管臺灣，由於平地地區持續不斷有抵抗政權者，使日本政府的治理重心是先沿途實行掃蕩，一直到1896年之後，才將政務開始涉入原注民。當時日本勢力尚未深入山區，先由陸軍中尉長野義虎於1896年9月16日由璞石閣（今玉里）入山勘查，之後陸續有鳥居龍藏、森丑之助、安井萬吉等學者也相繼在拉庫拉庫溪流域進行學術調查。
1914年之前，日本政府忙於應付太魯閣族，因此對於布農族人則採取懷柔撫育政策，除了對日本有零星的出草行為，未有正面對日本政府展開敵對的衝突。自1906年開始對太魯閣族實行五年理蕃計畫後，積極將隘勇線持續擴張，對於要地開闢警備道路，沿途設置駐在所加以監視治理，並採取武力討伐進行掃蕩，強制將族人的槍枝彈藥全予沒收，還有推行生產獎勵政策。
1909年6月，日人著手整修集集拔仔庄道路，同時也整修清代八通關古道東段部分，並於12月開始在沿線設置中社、異祿閣、阿桑來戛等駐在所。1911年至1914年間陸續增設打訓、馬西桑、那那托克、喀西帕南、太魯那斯等駐在所。
1914年，太魯閣討伐戰結束後，日本政府開始轉向布農族人進行搜繳槍械，並命令不准持有與攜帶任何的槍器，導致布農族人感到生活受到威脅，使1915年開始紛紛在花蓮港廳、臺東廳、阿猴廳、六龜里支廳都傳出布農族人襲擊日本警察。其中在拉庫拉庫溪流域，布農族人陸續在5月12日發動喀西帕南事件、5月16日發動小川事件、5月17日發動大分事件、6月28日與7月2日相繼發動阿桑來戛事件，使日本政府決定開闢警備道路，以積極壓制拉庫拉庫溪流域的布農族人一連串的抵抗。

### 興築
1918年8月2日，玉里支廳廳長松尾溫爾與臺灣總督府警務課勤務警部梅澤柾偕同前往，一共率領38人組成調查隊由玉里出發，沿途經過拉庫拉庫溪北岸之阿桑來戛社、阿波蘭社，並攀爬阿波蘭山展望位於南岸的喀西帕南社與北岸的異祿閣社，調查隊一行人涉過馬戛次託溪上游，過馬戛次託山西腰，來到馬西桑社，之後繼續北上越過大水窟。該年8月8日，進入南投廳境內，經八通關，最後由郡大溪馬西太倫社下山。該年8月14日，調查隊返回臺北。原定將警備道路是沿拉庫拉庫溪北岸開闢，後來計畫更改成南岸開闢，工程分成東、西兩段興建，兩路預計於大水窟會合。
1919年，東段於6月10日動工，自玉里開始興築，投入2萬3千餘人力，期間築路工人履遭布農族人襲擊，導致共喪生11名，使日本政府派遣警察重裝戒護下進行施工；西段於6月15日動工，自楠仔腳萬（今久美）興築。1921年1月23日，東段完工，共耗資17萬4846日圓。該年3月31日，西段完工，共耗資12萬4949日圓，兩路於大水窟接通，全線終告完工。
完工後，日人在沿線設置駐在所。西段設有內茅埔、楠仔腳萬、東埔、樂樂、對關、觀高、八通關、新高、巴奈伊克、秀姑巒、躑蠋山（杜鵑）、南（米那米）、州廳界、大水窟等14座駐在所。東段設有卓麓、鹿鳴、大仙、山風、佳心、黃麻、桃林、蕨、綠、山陰、石洞、新康、十三里、哈哈比、大分、拉古拉、塔達芬、意西拉、托馬斯、米亞桑等20座駐在所。
1920年代，新元鹿之助在演講時表示，以八通關越道路為基準鋪設高山橫斷鐵道的可行性，並提出「八通關越道路有進一步發展成聯絡臺灣東西部主要道路之潛力」的說法。1930年代，松尾溫爾鼓吹改建自動車道，後來因工程難度甚高，預算經費過大，又逢二次大戰等因素，故未實行。

### 荒廢

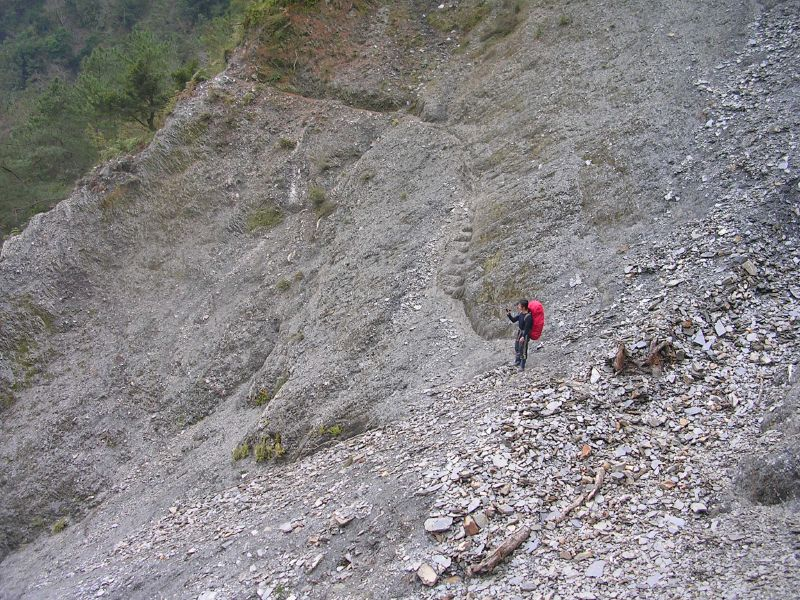
日治至今便不斷崩坍的土葛大崩壁，使維護八通關越道路的管理工作更增困難。

1931年，日人興建一條自水里連接至東埔的臺車道，東埔逐取代楠仔腳萬而成為八通關越道路的西段起點。1933年起，日本政府實行集團移住政策，將拉庫拉庫溪流域的布農族人沿八通關越道路全數遷移至山下，分別遷至現今卓溪鄉各部落位置上，僅秀巒部落是全為郡社群新興部落，其餘部落皆與巒社群混居。由於轄區內的布農族人皆被搬遷下山，駐在所的功能大幅削減，開始逐年裁撤駐在所，並縮減警力員額，直到1944年，因日本政府為應付戰爭，臺灣財政拮据，故將沿線駐在所全數裁撤，八通關越道路因此荒廢。
1945年9月，由於八通關越道路疏人維護，遭受颱風、洪水的襲擊，造成沿線崩塌，道路中斷，僅東段之玉里至大分路段尚可通行，西段則仰賴陳有蘭溪河床上行走，以避開道路的崩塌處。該年10月25日，日本戰敗，代表日本政府的臺灣總督安藤利吉向代表國民政府的臺灣行政長官陳儀簽署受領證，臺灣自此開始交由國民政府接管。1949年，來自彰化溪湖的林灶等人為上山開採金礦，雇工將八通關越道路予以修復，以便能補給中央、白洋兩座礦場之需的物品，並於對關與觀高之間設置中繼站，但受限於人力與物力，對於部分路段嚴重毀損則無法修復，只能繞道沿陳有蘭溪谷河床上行走。
戰後初期，有部分被集團移住的布農部落在日人離台後返回原居地。1950年代，由於國民政府考量到荒廢的駐在所提供匪徒、異議份子藏身之處，便以治安為由，再度將布農族人強制移住，派員上山放火燒燬。尚存的駐在所或因獵人用火不慎被燒燬，1972年日本與中國關係正常化，在政府公告拆毀各地日治遺跡下，遭拆除破壞，又或者不堪久廢而倒塌，至今除最偏遠深山偏離古道的支線尾端駐在所方可能完整保存。

### 復甦

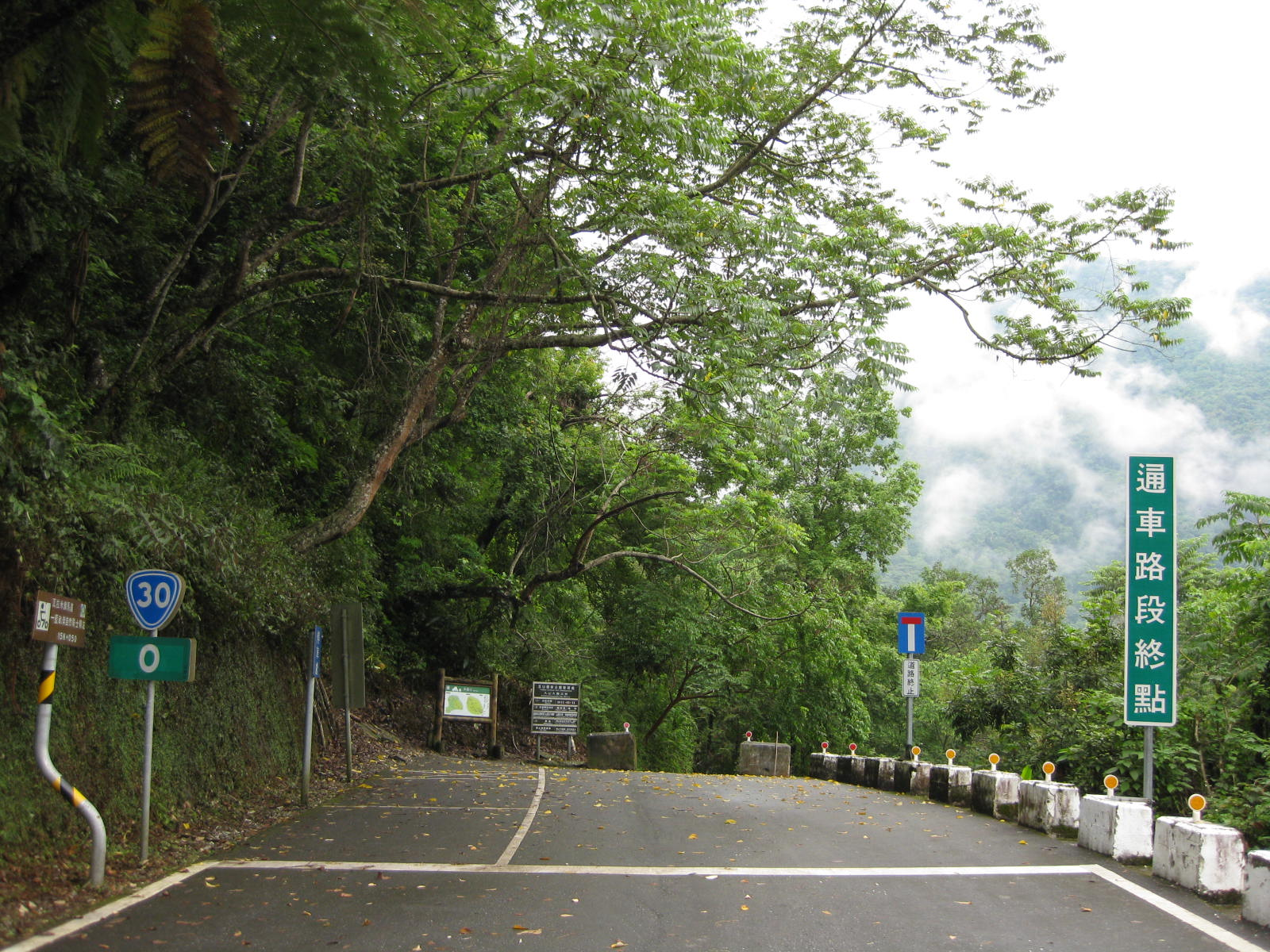
瓦拉米步道口是新中橫公路玉里玉山線停建之地，計畫路線是沿著八通關越道路興建，當時與清代吳光亮開闢的「中路」混淆而稱「八通關古道」。

1960年代，臺灣的登山風氣逐漸盛行，八通關越道路仍然荒廢難行，偶有登山隊為能將道路打通，會前往西段尋找路跡，取道自玉山或秀姑巒山進入探勘。行政院農業委員會林務局為能迅速掌握森林火災可及時匯報處理，也於1960年代陸續設立瞭望台，其建物全皆利用地處高地且展望良好的駐在所或護管所。1970年代，已有零星的登山隊連走八通關越道路的東段，勉強打通其路線，可出玉里。
1980年代，行政院為興建新中部橫貫公路，擬將玉里玉山線計畫沿八通關古道闢建，此舉引發民間與學界的保育意識反彈，為此行政院設立玉山國家公園，並依據環境影響評估的結果，認為對生態保育與自然面貌的維護有不良影響，決議放棄玉里玉山線興建計畫。1991年1月1日，新中橫公路通車，玉里玉山線僅自玉里向西長約14.6公里路段開放通車，道路到瓦拉米步道口便終止，與八通關越道路相接。
自1985年4月劃設玉山國家公園成立管理處，便著手展開對八通關越道路進行調查、修復，逐年完成山屋、棧橋、吊橋及路基的工程，直到2005年才將全線修復，得以東西貫通。2009年8月，莫拉克颱風造成八通關越道路西段是嚴重崩塌，尤以觀高通往八通關之間就有4處崩塌地，也使觀高山屋因崩塌造成下陷，建築結構已有傾斜、龜裂的現象，已不適合供人入住，故玉山國家公園管理處於2010年9月15日公告禁止使用。

## 地理

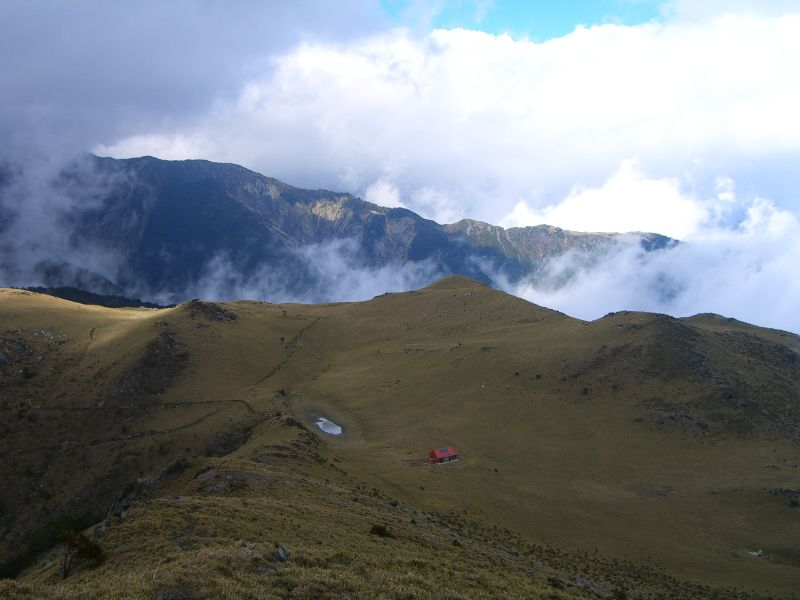
大水窟是座高山湖泊，位於中央山脈的鞍部之上，因地形分隔東西，日人將此做為八通關越道路東、西兩段之分界，並與清代吳光亮開闢的中路在此交會。

八通關越道路位於玉山國家公園，橫跨花蓮、南投二縣，全長約125公里。由於工程採取東段、西段向中央山脈推進施工，因此起點分別位於花蓮、南投二地。東段起點則起於玉里鎮民族街與中山路交叉口，向西終迄於卓溪鄉大水窟，總長21里7町（83.23公里）；西段則起於信義鄉東埔（原起於久美），向東終迄於信義鄉大水窟，總長10里29町（42.43公里）。
八通關越道路開闢之路線多沿溪岸而建，其東段則自玉里開始，向南直達桐林便突折向西，一路緊鄰拉庫拉庫溪而行，途中遇黃麻溪、伊霍霍爾溪、闊闊斯溪等溪谷地形，路線順地形迂迴而行，並架橋橫跨，過拉古拉後，遇土葛大崩壁，路跡履遭崩塌而難行，自此向上游而行，路線先沿塔達芬溪谷而行，過沙沙拉比後，開始沿塔達芬溪、米亞桑溪之分水嶺朝西北直上大水窟，全線平均高度約海拔140～3,240公尺；其西段則自東埔開始，一路緊鄰陳有蘭溪，順地勢向東南而行，途經父子斷崖、雲龍瀑布、乙女瀑布、觀高坪，抵達八通關後，路線突折向東行，此一路段因中央山脈西側多為荖濃溪支流，故路線採迂迴溪谷地形向南而行，在接近南營地之前，才突然轉折向東，最終抵達大水窟，全線平均高度約海拔1,100～3,240公尺。
東段沿線的地理景觀有平原、瀑布、峽谷、河岸階地、肩狀平坦稜。如玉里則位於花東縱谷平原，平均高度約海拔140公尺以下。如卓麓是位於拉庫拉庫溪與清水溪匯流沖積而成之平原。如拉庫拉庫溪與其支流闊闊斯溪（Gugus）、伊霍霍爾溪（Ihohorur）、塔達芬溪（Tadahun）皆為峽谷地形。如山風、大分等地皆有瀑布景觀，並於大分有明顯的河岸階地，從海拔1,220～1,275公尺之間就分布著六個階面，最低階高約10公尺至最大階高65公尺。
至於西段，因地形多樣，其地理景觀就有瀑布、鞍部、斷崖、河岸階地。如板岩崩壁一瀉直下陳有蘭溪的父子斷崖。如雲龍瀑布、乙女瀑布皆為差異侵蝕而成懸谷式瀑布。如東埔則有崖高50公尺的河岸階地。如觀高、八通關、大水窟皆屬鞍部地形，其中在觀高可見陳有蘭溪向源侵蝕而成金門峒斷崖，八通關則為陳有蘭溪與荖濃溪之分水嶺，大水窟則位居 中央山脈之鞍部，海拔3,240公尺為八通關越道路最高點。此外，在大分、樂樂、東埔等地都有地熱活動，其中東埔已被開發成溫泉觀光區。

### 路線
南投縣信義鄉：
和社（投60線鄉道，以上接省道台21線可通水里、玉山、嘉義。）→東埔（古道西端入口）……父不知子斷崖……雲龍瀑布……樂樂（Lakulaku，有乙女瀑布）……對關……觀高（靠近郡大林道）……八通關草原……八通關山登山口……荖濃溪上源……巴奈依克……秀姑巒（中央金礦）……杜鵑營地（躑躅山）……南營地（Minami）……大水窟山稜線……大水窟（南投花蓮縣界，即日治時期之台中州與花蓮港廳的交界，稱為：州廳界）
花蓮縣卓溪鄉：
州廳界（日治時期之台中州與花蓮港廳的交界處，即今日之南投縣與花蓮縣之交界處，以下為日治時期古道路線）……大水窟（Taisuikutsu）……米亞桑（Miyasan）……馬沙布（Masabu）……沙沙拉米（Sasarabi）……托馬斯（Tomasu）……朋珂（Ponko）……意西拉（Yisira）……塔達芬（Tatahun）……土葛（To-katsu）……拉古拉（Rakura）……大分（Tahun，打訓）……哈哈比（Hahabi，大崩壁）……雷波斯（Rebosu）……魯崙（Rurun，大崩壁）……多美麗（日语： Tomiri）……新康（Shinkan）……沙敦（Saton）……抱崖（Hogai）……石洞（Sekido，依霍霍爾）……三四溪（日文漢字 Sanshike轉譯）……土沙多（日语： Tosato）……卡雷卡斯（Kanekasu，卡里卡斯）……山陰（Sanyin）……多土袞（Totokun）……美托利（日语： Midori）……瓦拉米（意為跟隨，日文漢字／ Warabi轉譯）……清水（Shimizu）……桃林（Dorin）……喀西帕南社（Kashipanan）……黃麻（Koma）……佳心（Kasin）……山風瀑布……山風（Sanfu，古道東端出口，接台30線經南安至玉里。）……大仙……鹿鳴（Rokumin）……卓麓……璞石閣（玉里舊稱）
- 托馬斯（Tomasu）起另有連接「馬西桑支線」（路跡不明）：……太魯那斯（Tarunasu）……馬西桑（Mashisan，布農語「山背」或「山陰」之音譯）
- 大分（Tahun，打訓）起有連接兩支線：
  - 「賽珂支線」：……賽珂（Saiko）
  - 「華巴諾支線」：……馬斯博爾（Masuboru，布農語「狹窄的溪谷」之意）……華巴諾（指蜜蜂很多，日语： Wabano轉譯）
- 佳心（Kasin）起另有連接「阿桑來戛支線」（路跡不明）：……阿桑來戛（Asanraiga）

## 特色

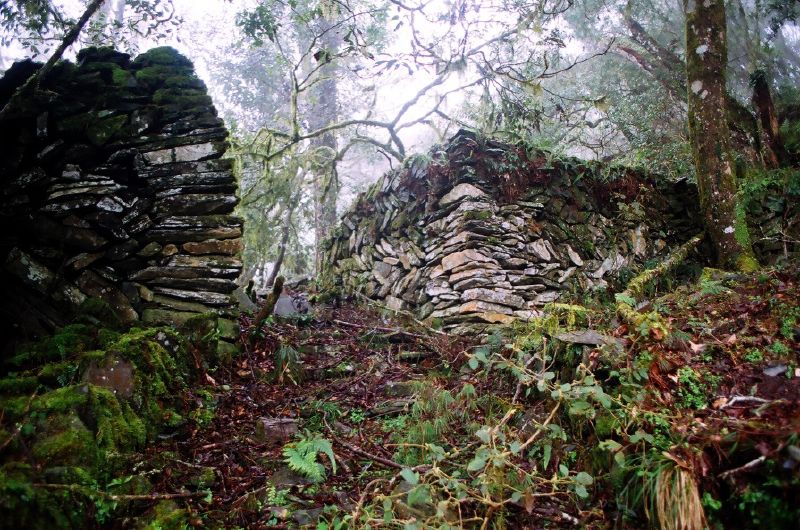
十三里駐在所的駁坎。

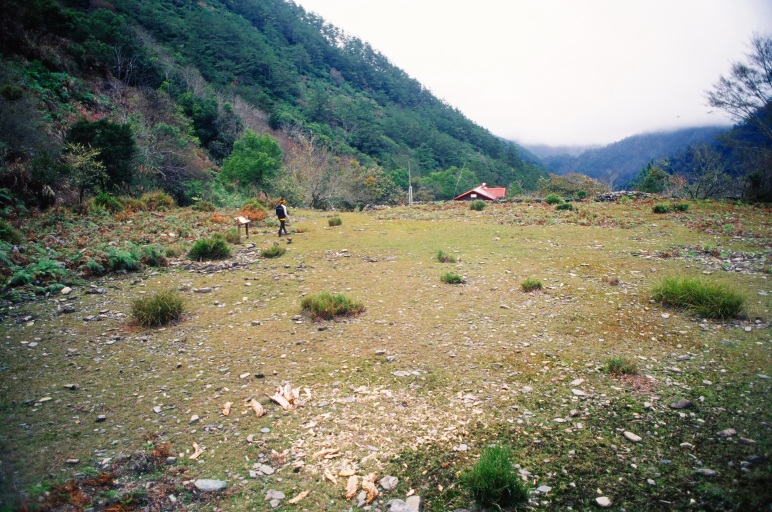
大分曾是八通關越道路東段最大的部落，配置學校、診所、駐在所等設施，如今徒留空地。

八通關越道路的開闢是為因應交通、軍事、開發之需求，必須將路線是沿等高線而建，以減低其坡度，利於拖曳火炮、運送彈藥及通行獸力車輛，故平均路寬4至6日尺（約1.2至1.8公尺），平均坡度約在1/10至1/31之間，最大坡度可達1/7。沿線每隔約2至3公里就設置駐在所，其建材取自當地的原石砌成駁坎與路緣石，利用檜木、杉樹做為興築建物的板材，其沿線遇溪谷就搭建的鐵線橋也取自紅檜樹種做為門柱，遇地形難以建橋則改由隧道穿越，比如沙墩、闊闊斯都有直接以炸藥鑿開岩壁的山洞。
由於日本政府在開闢道路之時，已計畫好工程是順著等高線興建，是考量到未來在沿線設置駐在所能有效監視與防禦，將道路不以直接經過布農族的部落為主要的興建原則，並選擇將駐在所設置於地勢高處，且視野良好之處，例如綠、多士袞等2座駐在所則設置於多士袞部落上方，托馬斯駐在所則設置於米亞桑部落上方，拉古拉駐在所將設置於拉古拉部落之南方100公尺處，華巴諾駐在所則設置於大分駐在所之上，配有3門火炮來瞰制山下的大分、闊闊斯、賽珂、耶西洛等部落，托馬斯駐在所亦配有1門火炮，可壓制米亞桑、太魯那斯、塔達芬、伊伊路克等部落，這些均為考量監視，防禦而擇址設置駐在所的例證。
對於重要之處，駐在所的設置還會附設相關設施，通常是層級較高的重要駐在所多為地居交通要衝，因此有配置教育設施、醫療衛生設施、產業設施等，例如東段：大分駐在所則配置教育所、公醫診所、交易所、養蠶指導所，佳心駐在所則配置教育所、療養所，托馬斯駐在所則配置療養所、香菇乾燥室；例如西段：東埔駐在所則配置溫泉療養所，觀高駐在所則配置酒庫、哨崗及完善的屋舍，八通關駐在所則配置浴室、宿舍、哨崗、角力場、靶場、挑夫專用的房舍。
八通關越道路留下的永久性建物以原石、鋼筋混凝土為建材的保存較佳，這些多為紀念之意而製的碑體，例如八通關越道路開鑿紀念碑及沿線所有的「殉職者之碑」皆屬石碑，銘文多以陰刻方式漢字書寫於碑體；例如喀西帕南事件殉職者之碑及沿線所有的「戰死之地」皆屬鋼筋混凝土澆灌之碑體，外形為方尖碑或方頭尖柱，且碑體下方會至少設有一層臺基，例如在大分「納靈之碑」則有二層臺基，上有玻璃瓶埋入臺基，可用來做為祭祀時擺放鮮花、香柱。

## 史蹟

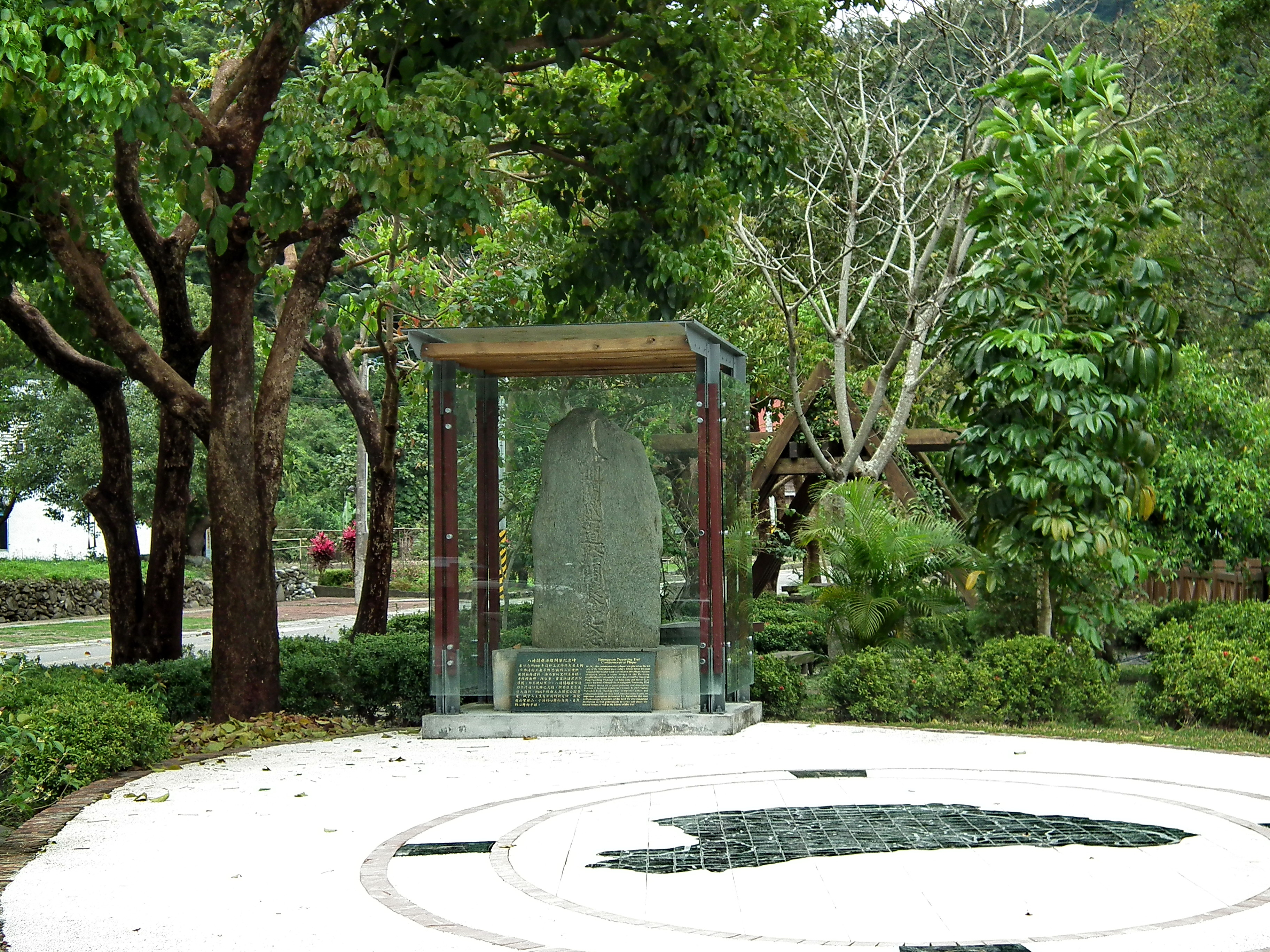
八通關越道路開鑿紀念碑。

八通關越道路主要設施是駐在所，根據林一宏的實地調查，包括各支線的駐在所合計在內，東段共設置46座駐在所，其中有3座駐在所是未被確認，不過在道路尚未興建之前，日本官方已在1909年至1915年期間設立4座駐在所。早在1987年，楊南郡就實地調查東段與西段，東段除玉里是其支廳所在地，其餘路段則共設置33座駐在所，西段包括州廳界合計在內，則共設置10座駐在所。
就主線而言，西段則有東埔、樂樂、對關、觀高、八通關、巴奈伊克、秀姑巒、躑蠋、南等駐在所；東段則有大水窟、米亞桑、馬沙布、沙沙拉比、托馬斯、朋珂、意西拉、塔達芬、土葛、拉古拉、大分、哈哈比、雷波斯、魯崙、十三里、新康、沙墩、抱崖、石洞、三四溪、十里、卡雷卡斯、山陰、多士袞、綠、蕨、清水、桃林、喀西帕南、黃麻、佳心、山風、鹿鳴、卓麓等駐在所。州廳界則為西段與東段相接之處，只有設置類似檢查哨的亭子。
在八通關越道路東段有許多紀念物，與八通關越道路有關的紀念物分別是「八通關越道路起點」、「八通關越道路開鑿紀念碑」、「表忠碑」，唯獨起點碑已不知所終，其餘兩座尚存，開鑿紀念碑被楊南郡尋獲，現置於南安遊客服務中心門前，表忠碑則仍在玉里神社的山腳下。其餘紀念物皆為日本警察遭受襲擊而亡有關，在黃麻附近有喀西帕南事件殉職者之碑，在大分則是為大分事件設立殉職者之碑、殉難諸士之碑、納靈之碑，其它還有野尻光一等人戰死之地、圖師八藏等人戰死之地、小山惟精等人戰死之地、田中貞作等人戰死 之地、Rinowusan戰死之地、關儀三郎戰死之地、田中金兵衛等人戰死之地、仁木三十郎戰死之地、宮野七衛等人戰死之地、Sura等人戰死之地。

## 設施
玉山國家公園設立後，玉山國家公園管理處將八通關越道路在沿線設置據點，自南投東埔入山，一路會經過樂樂、觀高、八通關、中央金礦山屋、杜鵑營地、南營地，最終抵達大水窟；又或從花蓮沿臺30線直奔山風登山口（瓦拉米步道口），可進入到瓦拉米步道，沿途會經過佳心、瓦拉米、抱崖、多美麗、大分、托馬斯，最終抵達大水窟。為提供研究工作與登山宿營的服務，截至2002年為止，玉山國家公園管理處已完成樂樂、巴奈伊克、大水窟、瓦拉米等四座避難山屋，還有觀高、大分、抱崖等三座研究工作站，其中觀高因莫拉克颱風造成毀損，已不開放登山住宿。
二戰結束後，由於甚少被使用，以及歷年來颱風豪雨侵襲下，八通關越道路沿線已有多處崩塌、 路基流失，多處棧橋與鐵線橋也因此年久失修，難以通行，自玉山國家公園設立後，便開始對八通關越道路展開維護與修復工作。截至2004年為止，已完成鹿鳴橋、山風一號橋、山風二號橋、黃麻一號橋、黃麻二號橋、瓦拉米吊橋、山陰橋、抱崖吊橋、櫻橋、石洞吊橋、新崗吊橋、新康吊橋、大分吊橋等13座橋樑修復與改建，2005年又修建意西拉、拉古拉兩座吊橋，其中意西拉採取新舊並存的方式，將保留舊橋，另於一旁興建新橋。棧橋則從最原始的便橋，歷經木構棧橋、鋼管棧橋，到第四代使用型鋼棧橋開始做為基礎設計，第五代則是將橋面改為鍍鋅格柵鈑面設計，2005年後則改用輕量與防災設計的新式型鋼棧橋，其橋面仍維持格柵鈑面設計。對於路基的修復，除了採用原始的疊石工法，還會依照毀損狀況與使用道路的安全、舒適來考量，適宜地採用不同的工法，分別有鋼筋補強、漿砌疊石、木構拓寬、鋼構拓寬、橫版等工法來修復八通關越道路。

## 解
1. 1 2  根據圖號368、385、386、403、404、419、435、436、437顯示，日治八通關越嶺古道標示的路段是自東埔登山口至瓦拉米步道口為止，其行政區劃也標示花蓮縣卓溪鄉、南投縣信義鄉[22]。至於瓦拉米步道口至玉里之路段，根據《八二粁一四五米》第30頁、第40頁所繪之地圖顯示，其路線是沿臺30線行經至鹿鳴橋才改向拉庫拉庫溪北岸而行，之後又從卓麓（卓樂）沿臺30線轉向卓富產業道路，就如圖號453所示，沿花71線（水源路）而行至民族街便身處玉里市區[1][22]。
2. 1 2  根據《玉山國家公園八通關越嶺古道西段調查研究報告》記載，是自南投廳楠仔腳萬開路，後因臺車道開通至東埔而改為起點[7]。楠仔腳萬指今久美，位於南投縣信義鄉望美村[23]。
3. 1 2  1988年之前，玉里玉山線預定路線是沿八通關古道闢建，新聞媒體則誤將日人闢建的「八通關越道路」當成是清代吳光亮開闢的「中路」，直到楊南郡在1988年完成全線探勘 後，大水窟以東的八通關古道路線是在拉庫拉庫溪北岸更北方的位置，而且總共有三條不同路線，與公布的玉里玉山線預定路線是有一大路段沒接觸到清代吳光亮開闢的中路[18][19][20]。
4. ↑  另有版本記載，東段設有卓麓、鹿鳴、大心、山風、佳心 、黃麻、多林、蕨（瓦拉米）、綠（美托利）、多土滾、十里、抱崖、新崗、山蔭、土美利、儒潤、大分（打訓）、意西拉、土馬斯、米亞桑等駐在所[4]。
5. ↑  海拔140公尺是指玉里的海拔高度，乃根據《八二粁一四五米》第240頁記載[1]。
6. ↑  海拔1,100公尺是根據玉山國家公園官方網站記載介紹東埔登山口[24]。另有其它版本記載是海拔1,200公尺[25]、海拔900公尺[26]。
7. ↑  玉里指位在東段起點的民族街與中山路交叉口[16]。其高度是根據《台灣1/25萬全覽百科地圖集：圖號437》可知，花東鐵路以西之標高皆在130公尺以上，花東縱谷公路以東之標高皆在125公尺以下，再根據《八二粁一四五米》第30頁、第240頁可知，位處玉里市區的東段起點最大高度應不會超過140公尺[1][22]。
8. ↑  第230頁是記載「海拔約3,240公尺」，第240頁是記載「海拔3,280公尺」[1]。

## 外部連結
- 自然步道 - 八通關越道：鹿鳴吊橋段 - 山林悠遊網 （页面存档备份，存于）